# Louis Bacquin
 (octobre 2015).
Si vous disposez d'ouvrages ou d'articles de référence ou si vous connaissez des sites web de qualité traitant du thème abordé ici, merci de compléter l'article en donnant les références utiles à sa vérifiabilité et en les liant à la section « Notes et références ».
Pour les articles homonymes, voir Bacquin.
Louis Jean Baptiste Bacquin, né à Péruwelz, le 17 septembre 1820 et décédé à Paris le 28 juillet 1862) fut un homme politique belge francophone libéral.
Bacquin fut propriétaire terrien.
Échevin, puis bourgmestre de Péruwelz, il fut aussi membre du parlement et conseiller provincial de la province de Hainaut.[réf. souhaitée]